# Voyage du James Caird
Vous lisez un « bon article » labellisé en 2016.
Pour les articles homonymes, voir James Caird.
Pour un article plus général, voir Expédition Endurance.

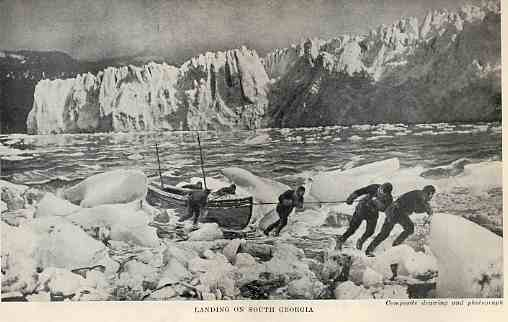
Représentation du James Caird arrivant en Géorgie du Sud à la fin de son voyage le 10 mai 1916.

Le voyage du James Caird est un voyage de 800 milles marins (environ 1 500 kilomètres) qu'une baleinière de sept mètres a effectué de l'île de l'Éléphant, dans les îles Shetland du Sud, à la Géorgie du Sud, dans le Sud de l'océan Atlantique. Ernest Shackleton et cinq compagnons l'ont entrepris au cours de l'hiver 1916 afin de trouver de l'aide pour un groupe d'explorateurs de l'expédition Endurance (1914-1917) bloqué dans l'île de l'Éléphant après la perte de son navire, l’Endurance. Les historiens des expéditions polaires le considèrent comme la plus remarquable navigation jamais entreprise sur une si petite embarcation.
En octobre 1915, l’Endurance coule sous la pression de la banquise en mer de Weddell, laissant Shackleton et ses compagnons à la dérive sur la banquise. Le groupe dérive vers le nord jusqu'en avril 1916, quand la banquise sur laquelle ils campent, rompt. Ils survivent ensuite dans les canots de sauvetage du navire et atteignent l'île de l'Éléphant où Shackleton décide que le moyen le plus efficace d'obtenir de l'aide est de naviguer sur un des canots de sauvetage jusqu'à la Géorgie du Sud.
Parmi les trois canots de sauvetage, le James Caird – nommé ainsi par Shackleton en l'honneur de James Key Caird, un fabricant de jute et mécène de Dundee qui finance l'expédition – est jugé le plus robuste pour supporter le voyage. L'embarcation est renforcée et adaptée par le charpentier de marine Harry McNish pour résister aux vagues puissantes de l'océan Austral. Surmontant une série de périls, dont un quasi chavirage, le James Caird atteint la côte sud de la Géorgie du Sud après une navigation de seize jours. Shackleton et deux compagnons traversent ensuite l'île montagneuse pour atteindre une station baleinière sur la côte nord. De là, il est en mesure d'organiser les secours du groupe d'hommes resté sur l'île de l'Éléphant. Tous sont rapatriés sains et saufs. Après la fin de la Première Guerre mondiale, le James Caird est ramené de Géorgie du Sud en Angleterre. Il est désormais exposé au public dans l'ancienne école de Shackleton, le Dulwich College.

## Contexte

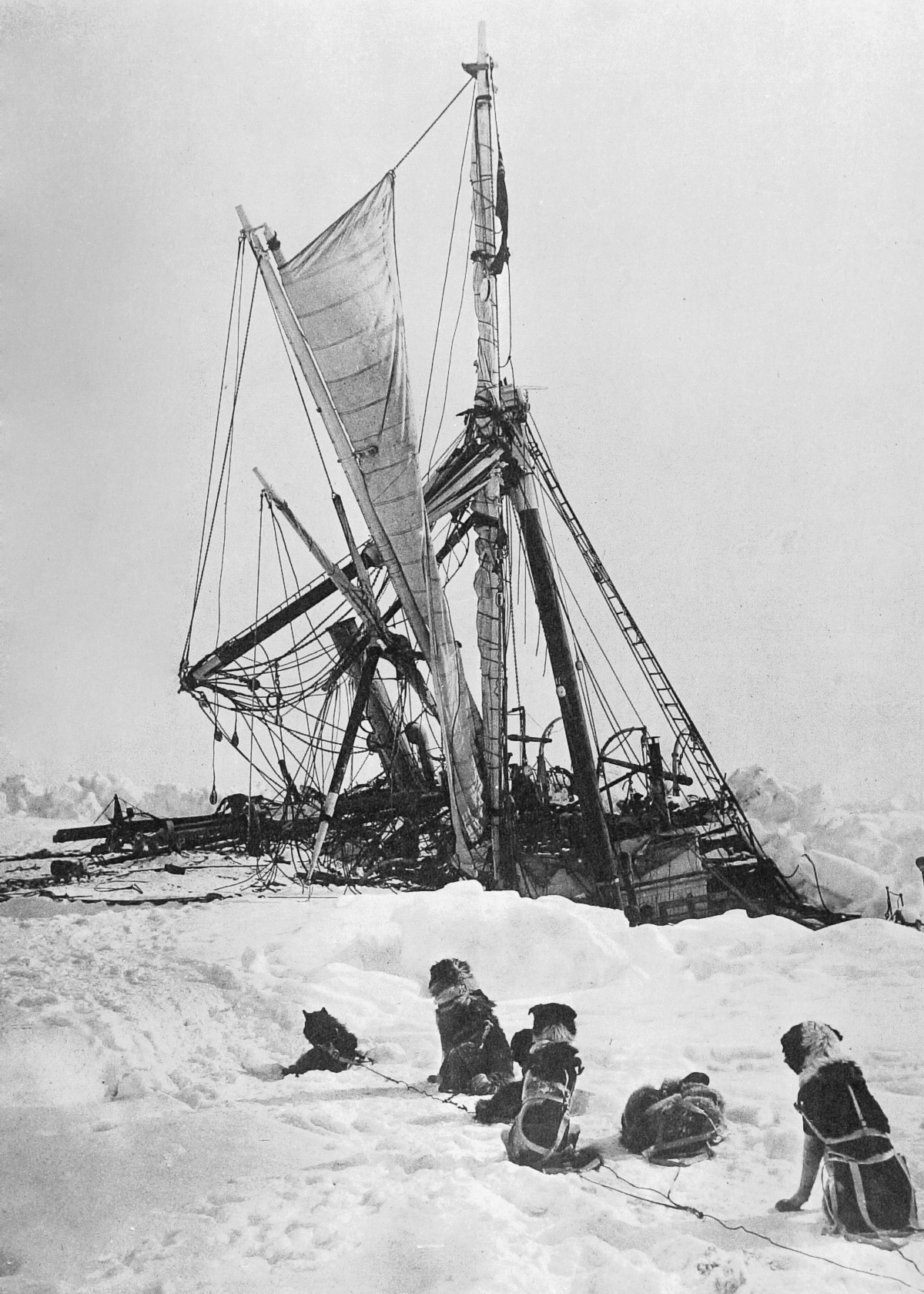
L’Endurance, navire principal de l'expédition Endurance, perdu après avoir été écrasé par la pression des glaces.

Le 5 décembre 1914, le navire de l'expédition Endurance, l’Endurance, quitte la Géorgie du Sud en direction de la mer de Weddell pour la première étape de cette expédition transantarctique. Il met le cap sur la baie de Vahsel, la zone explorée la plus au sud de la mer de Weddell, afin qu'un groupe puisse y être débarqué et se préparer pour une traversée transcontinentale de l'Antarctique. Avant que le navire n'atteigne sa destination, il est pris au piège dans la banquise et le 14 février 1915, il est, malgré des efforts prolongés pour le libérer, définitivement bloqué. Au cours des huit mois suivants, il dérive vers le nord jusqu'à ce que, le 27 octobre 1915, il cède sous la pression et sombre quelques semaines plus tard, le 21 novembre 1915.
Son équipage de vingt-sept hommes met en place un camp de fortune sur la glace qui se déplace lentement. Shackleton, chef de l'expédition, cherche la meilleure façon de sauver ses hommes. Son premier plan est de se déplacer sur la glace jusqu'à la terre la plus proche, puis d'essayer d'atteindre un point que des navires — des baleiniers — visitent souvent. La marche commence, mais les progrès sont entravés par la nature de la surface de la glace qui est fragile, abimée, avec de l'eau entre les blocs de banquise. Après avoir lutté pour avancer sur plusieurs jours, la marche est abandonnée et les hommes créent un nouveau camp de fortune sur une banquise plate, en attendant que la dérive des glaces les portent plus au nord, vers la mer libérée de banquise. Ils réussissent à sauver trois canots de sauvetage, que Shackleton avait nommé d'après les principaux bailleurs de fonds de l'expédition : Stancomb Wills, Dudley Docker et James Caird. Le groupe attend le redoux et que la glace commence à se briser, puis le 8 avril 1916, les hommes prennent les bateaux. Lors de ce voyage périlleux de sept jours, ils naviguent à travers les orages à la force des rames pour atteindre l'île de l'Éléphant le 15 avril 1916,.

## Sur l'île de l'Éléphant

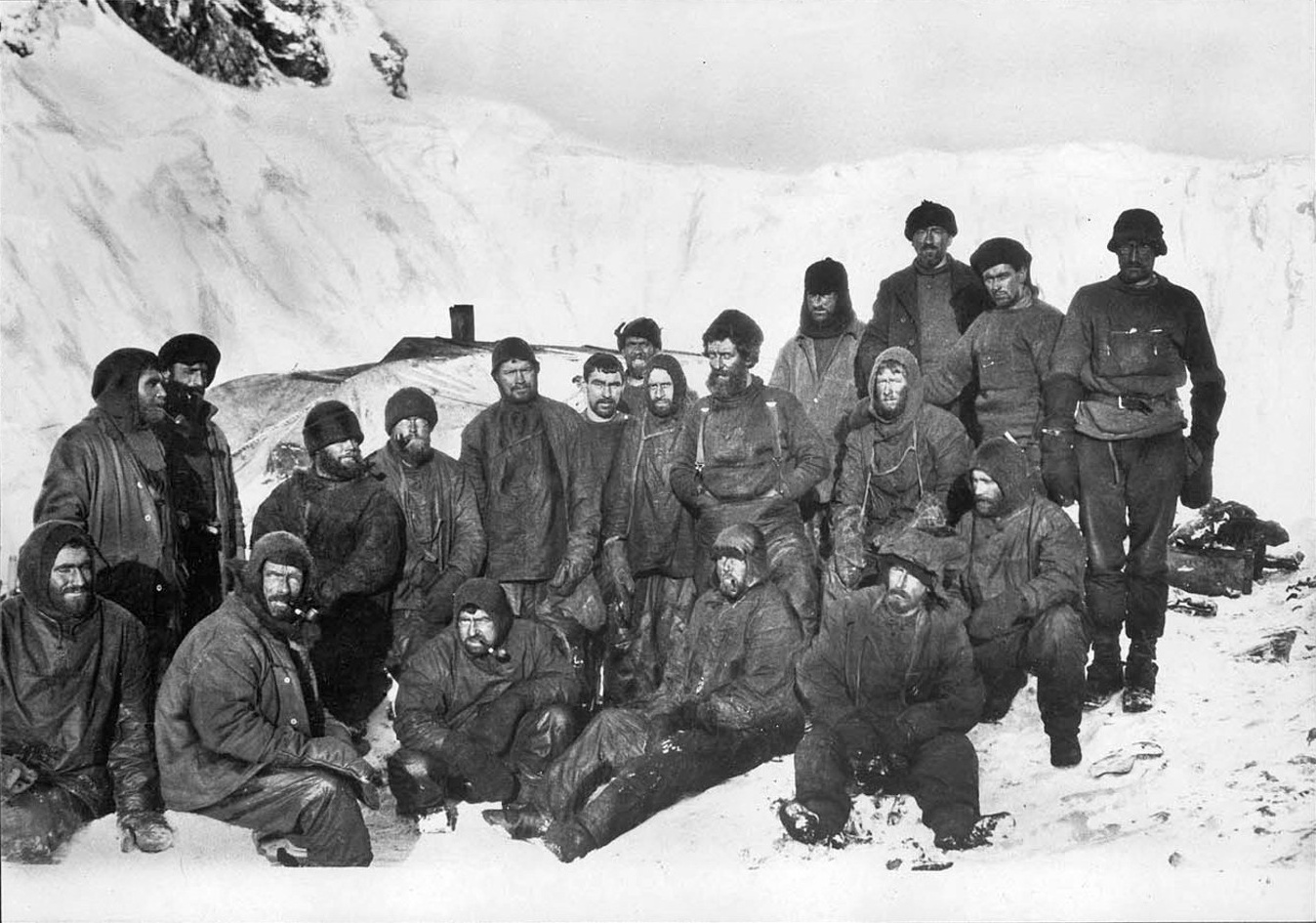
Les hommes de l'expédition sur l'île de l'Éléphant.

L'île de l'Éléphant, dans l'est des îles Shetland du Sud, est loin des routes prévues pour l'expédition. Aucun navire de secours ne les recherchera là et la probabilité d'un sauvetage fortuit extérieur est également négligeable. L'île est sombre et inhospitalière et son sol dépourvu de végétation, mais il y a de l'eau fraîche et une relative abondance de phoques et de manchots qui fournissent de la nourriture et du chauffage pour la survie. La rigueur d'un hiver antarctique approche rapidement et l'étroite plage de galets où les hommes campent est déjà balayée continuellement par le blizzard, qui détruit une des tentes du camp et met à terre les autres. Les pressions et les difficultés des mois précédents commencent à peser sur les hommes et beaucoup d'entre eux sont dans un faible état à la fois mentalement et physiquement.
Dans ces conditions, Shackleton décide d'essayer de trouver de l'aide au moyen de l'un des bateaux. Le port le plus proche se trouve à Port Stanley dans les îles Malouines, soit à environ un millier de kilomètres de distance, mais de fait inaccessible par les vents dominants venant de l'ouest. Une meilleure option est de se diriger vers l'île de la Déception, à l'extrémité ouest des îles Shetland du Sud. Bien qu'inhabitée, les documents de l'Amirauté indiquent que cette île contient des provisions pour les marins naufragés et est également visitée de temps à autre par les baleiniers. Cependant, l'atteindre implique également un voyage contre les vents dominants même si cela est dans des mers moins ouvertes. Finalement, il n'y a aucune certitude quand ou si le sauvetage arriverait. Après des discussions avec le commandant en second de l'expédition, Frank Wild, et le capitaine du navire Frank Worsley, Shackleton décide de tenter d'atteindre les stations baleinières de Géorgie du Sud, au nord-est. Cela signifie un voyage en bateau beaucoup plus long, près de 1 500 kilomètres, à travers l'océan Austral dans des conditions presque hivernales. Avec l'aide des vents dominants, l'opération apparait cependant possible. Shackleton pense qu'un petit groupe peut faire le voyage et revenir avec du secours en un mois, à condition que la mer soit libre de glace et que l'embarcation tienne le coup.

## Préparations
- Trajet du James Caird.

Vers la Géorgie du Sud, les hommes de l'embarcation peuvent s'attendre à des vents d'une force équivalente à celle d'un cyclone tropical et des puissantes vagues mesurant jusqu'à 18 mètres de haut, voire des vagues scélérates. Shackleton choisit donc le plus lourd et le plus robuste des trois bateaux, le James Caird de 6,9 mètres de long. Ce dernier a été construit à Londres comme baleinière à la demande de Frank Worsley et conçu sur le principe de la « double extrémité » du constructeur norvégien Colin Archer. Shackleton demande au charpentier de l'expédition, Harry McNish, s'il peut améliorer la navigabilité du bateau. McNish, avec des outils et des matériaux rudimentaires, adapte le bateau en élevant ses bords et en construisant une protection de fortune en bois et en toile, rendant étanche l'ensemble avec de l'huile, des mèches de lampes et du sang de phoque. Le James Caird est renforcé par le mât du Dudley Docker placé à l'intérieur, en long. Le bateau est ensuite équipé à la manière d'un ketch, avec un mât principal et un mât d'artimon, gréé pour porter un foc. Le bateau est lesté d'environ une tonne, pour diminuer le risque de chavirage dans les hautes mers que Shackleton anticipe.
Des provisions sont chargées à bord pour faire tenir six hommes un mois. Ils prennent des rations destinées à la traversée transcontinentale comme des biscuits, du Bovril, du sucre et du lait en poudre. Ils prennent également deux fûts d'environ 70 litres d'eau, deux réchauds Primus, de la paraffine, de l'huile, des bougies, des sacs de couchage et « quelques chaussettes de rechange ».
Les premiers choix de Shackleton pour l'accompagner dans ce voyage sont Frank Worsley, son second, et Thomas Crean qui le supplie de le prendre. Crean est un ancien des expéditions Discovery (1901-1904), comme Shackleton, et Terra Nova (1910-1913) de Robert Falcon Scott. Shackleton est confiant dans la persévérance de Crean jusqu'à, peut-être, une fin amère, et a eu une grande foi dans les compétences de Worsley comme navigateur, en particulier sur sa capacité à se repérer dans des circonstances difficiles. Worsley écrit plus tard : « Nous savions que ce serait la chose la plus difficile que nous ayons jamais entreprise, [lors d'un] hiver antarctique […], nous étions sur le point de traverser l'une des pires mers du monde ».
Pour les places restantes, Shackleton demande s'il y a des volontaires et des nombreuses personnes qui s'avancent, il choisit les deux marins John Vincent et Timothy McCarthy. Il « offre » la dernière place au charpentier, McNish, qui a une bonne connaissance des bateaux à voile et est « très rapide ». Vincent et McNish avaient chacun fait leurs preuves au cours du difficile voyage jusqu'à l'île de l'Éléphant.

Les hommes du James Caird
Ernest Shackleton
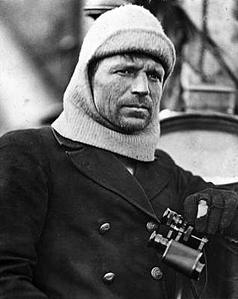
Frank Worsley
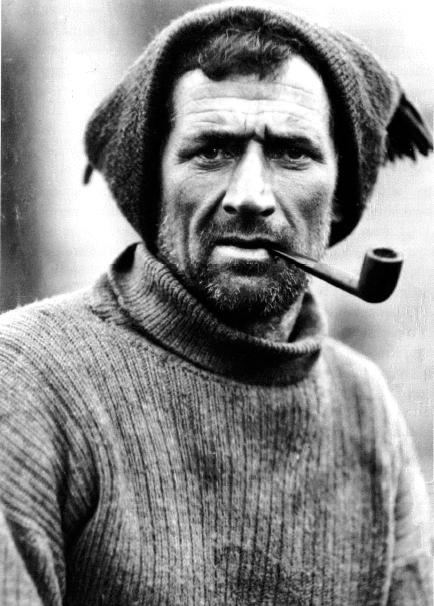
Thomas Crean
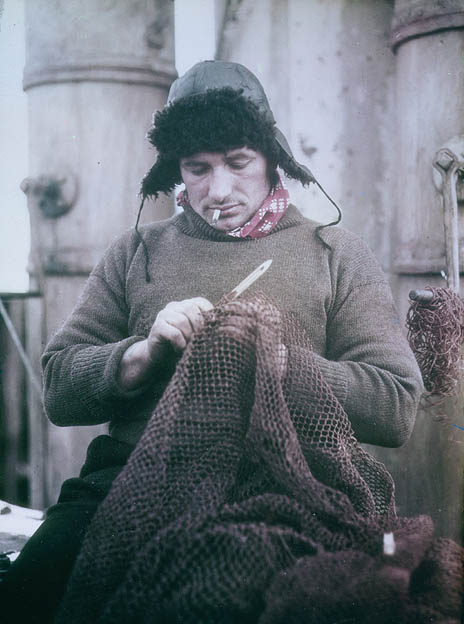
John Vincent
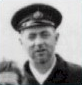
Harry McNish
Timothy McCarthy

## Voyage en mer

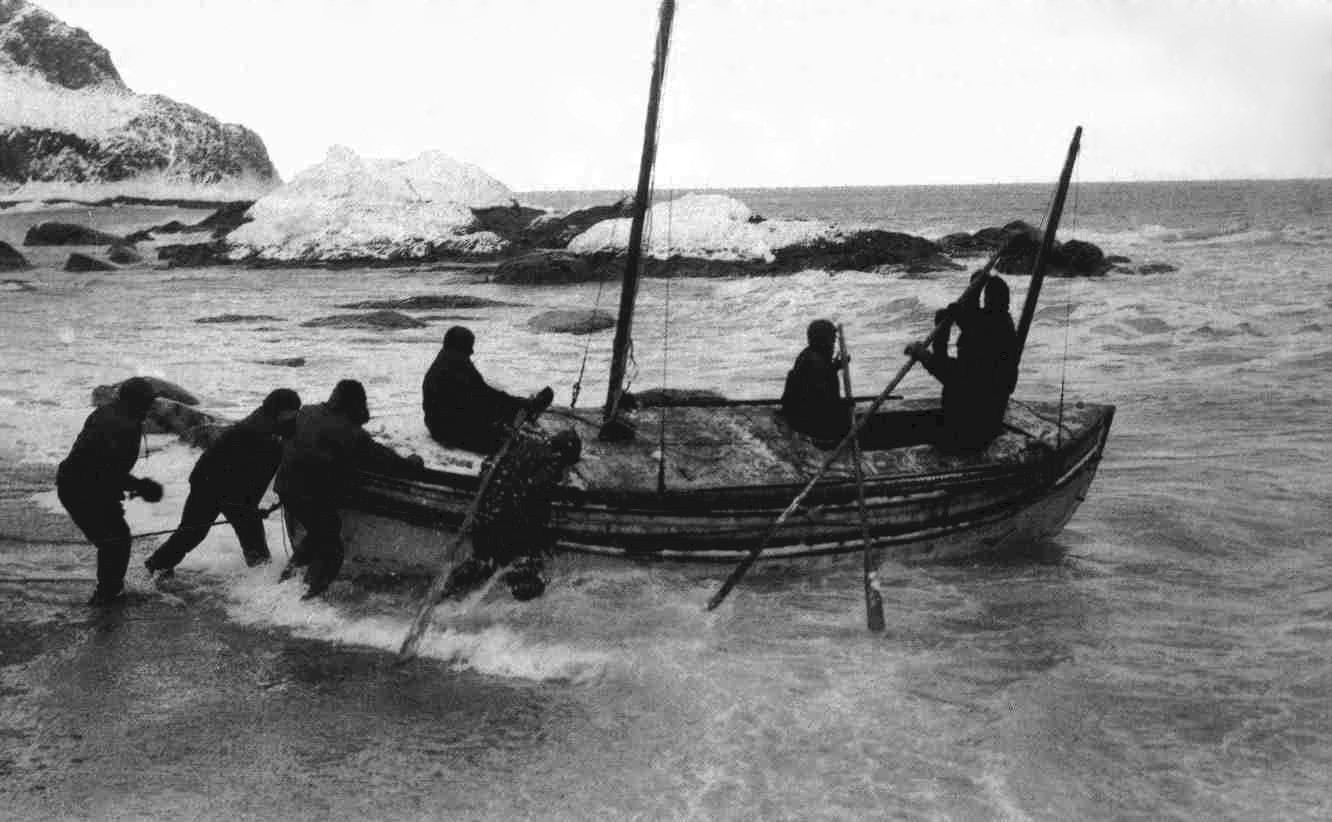
La mise à l'eau du James Caird pour le voyage.

Avant de partir, Shackleton indique à Frank Wild de prendre le commandement complet dès le départ du James Caird, et de tenter d'emmener le groupe restant à l'île de la Déception le printemps suivant, si le voyage vers la Géorgie du Sud échoue. Le James Caird est mis à l'eau le 24 avril 1916 à partir de l'île de l'Éléphant. Le vent est modéré et dans une direction sud-ouest, ce qui facilite un départ rapide et le bateau est rapidement hors de la vue du groupe resté sur l'île.
Shackleton ordonne à Worsley de fixer un cap plein nord, au lieu de directement mettre cap sur la Géorgie du Sud, afin de se dégager des morceaux de glace menaçants qui commencent à se former. À minuit, ils quittent le « pack » mais la houle de la mer devient plus élevée. Le lendemain, à l'aube, ils sont à plus de 80 kilomètres de l'île de l'Éléphant, naviguant dans une mer agitée avec des vents de force 9. Une routine est établie : deux quarts de trois hommes, avec un à la barre, l'autre aux voiles et le troisième pour écoper. L'autre trio est au repos dans le petit espace couvert. Les difficultés pour changer leurs positions lors des changements de quarts a, selon Shackleton, « [un] côté humoristique [si cela ne provoquait pas] tant de maux et de douleurs ». Leurs vêtements, conçus pour une marche en Antarctique plutôt que pour la navigation, sont loin d'être imperméables à l'eau et le contact répété avec l'eau de mer glacée est difficile à supporter.
Le succès du voyage dépend de l'habileté de Worsley à la navigation qu'il base sur les très brèves apparitions du Soleil tandis que le bateau tangue et roule. La première observation est faite après deux jours de mer et cela leur indique qu'ils sont à environ 237 kilomètres au nord de l'île de l'Éléphant. Le cap est changé pour se rendre désormais directement en Géorgie du Sud. Protégés des dangers de la glace flottante, ils atteignent les mers dangereuses du passage de Drake où les puissantes vagues des « cinquantièmes hurlants » balayent le globe sans entrave d'aucune terre. Les mouvements forts et imprévisibles du bateau rendent la préparation de nourriture chaude sur le réchaud Primus presque impossible, mais Crean, cuisinier pour le voyage, parvient à garder les hommes nourris.
L'observation suivante, le 29 avril 1916, montre qu'ils ont parcouru 441 kilomètres. Par la suite, la navigation devient, selon les mots de Worsley, « une joyeuse plaisanterie de conjectures » puisqu'ils subissent une météo très difficile. Le James Caird prend de l'eau dans les mers fortes et doit être maintenu à flot en écopant continuellement. La température chute fortement et un nouveau danger apparaît dans les accumulations de glace qui menacent de faire chavirer le bateau. Dans les changements de cap, dans le tangage, les hommes doivent ramper sur le pont avec une hache afin de retirer la glace du pont et du gréement. Pendant 48 heures, ils sont à l'arrêt et maintenus par une ancre flottante, jusqu'à ce que le vent tombe suffisamment pour lever la voile et continuer. Malgré leurs difficultés, la troisième observation de Worsley, le 4 mai, les place à 460 kilomètres de la Géorgie du Sud.

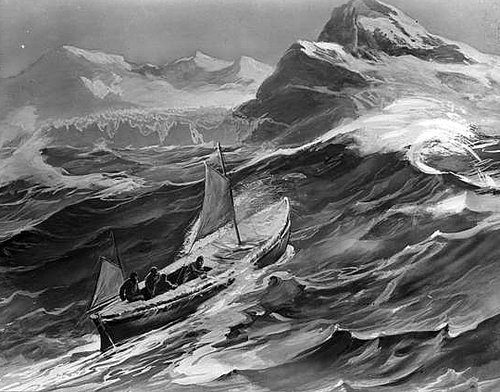
Une représentation du James Caird en vue de la Géorgie du Sud.

Le 5 mai 1916, la météo est de nouveau très mauvaise et manque de les faire chavirer. Shackleton écrit plus tard : « nous avons ressenti notre bateau levé et jeté en avant, comme un bouchon dans les brisants ». L'équipage renfloue frénétiquement l'embarcation pour la maintenir à flot. Malgré cela, ils sont toujours en route vers leur objectif et un calcul à l'estime de Worsley le jour suivant, le 6 mai, suggère qu'ils sont désormais à 213 kilomètres de la côte ouest de la Géorgie du Sud. Les deux dernières semaines ont marqué les hommes. Shackleton observe que Vincent est à bout de force et n'est plus un membre actif de l'équipage, McCarthy est « faible, mais heureux », tandis que McNish s'affaiblit même s'il montre encore « […] de l'esprit ».
Le 7 mai 1916, Worsley signale à Shackleton qu'il ne peut être sûr de leur position à moins de dix miles. Pour éviter la possibilité de manquer l'île à cause des vents violents du sud-ouest, Shackleton ordonne un léger changement de cap afin que le James Caird atteigne la côte sud-ouest de l'île, bien qu'elle soit inhabitée. Ils devront alors essayer de faire le tour de l'île en bateau pour atteindre les stations baleinières sur le côté opposé. Shackleton écrit : « Les choses sont mauvaises pour nous en ces jours […] Les moments lumineux sont ceux où nous recevons chacun une tasse de lait chaud pendant les longs et difficiles quarts de nuit ». Plus tard le même jour, du varech est repéré et le lendemain matin, des oiseaux dont des cormorans sont visibles. Ces derniers sont connus pour ne jamais s'aventurer loin de la terre. Peu après midi, le 8 mai 1916, vient la première observation de la Géorgie du Sud, seulement quatorze jours après leur départ.
Alors qu'ils approchent des hautes falaises de la côte, la forte mer rend un débarquement impossible. Pendant plus de 24 heures, ils sont forcés de rester au large car le vent tourne vers le nord-ouest et devient rapidement « l'un des pires ouragans […] [que les hommes ont] jamais connu ». Tout au long de cette épreuve, ils sont en danger d'être projetés sur la rive rocheuse de Géorgie du Sud, ou de l'être sur la tout aussi menaçante île Annenkov, à proximité de la côte. Le 10 mai 1916, alors que la tempête diminue légèrement, Shackleton craint que les hommes les plus faibles de son équipage ne puissent pas tenir un autre jour et décide, quel que soit le danger, de tenter de débarquer. Ils se dirigent vers Cave Cove près de l'entrée de la baie du roi Haakon et enfin, après plusieurs tentatives, atteignent l'île. Selon l'historienne Carol Alexander, cette réussite est « l'un des plus grands voyages en bateau jamais accompli ».

## En Géorgie du Sud

L'île de Géorgie du Sud et le trajet des hommes de Shackleton.

Alors que le groupe récupère, Shackleton constate que le bateau n'est plus capable d'atteindre les stations baleinières de la côte nord. Vincent et McNish sont également incapables d'aller plus loin. Il décide alors de déplacer le bateau vers un emplacement plus sûr dans la baie du roi Haakon, d'où il espère traverser l'île à pied pour la station habitée de Stromness, avec Worsley et Crean.
Le 15 mai 1916, le James Caird est déplacé d'environ 11 kilomètres vers une plage de galets de la baie, la navigation étant assurée avec le chronomètre Thomas Mercer que Shackleton porte sous ses vêtements. Le bateau est mis à terre et retourné afin de fournir un abri. L'emplacement est baptisé « camp de Peggotty » d'après le bateau-maison de Peggotty dans le roman David Copperfield (1849-1850) de Charles Dickens. Le matin du 18 mai, les trois membres physiquement capables de se déplacer commencent leur traversée de l'île. C'est la première traversée connue de l'intérieur de la Géorgie du Sud,. Comme ils ne disposent pas de carte de l'île, ils improvisent leur chemin à travers les montagnes et les glaciers. Ils marchent et escaladent sans arrêt pendant 36 heures avant d'atteindre Stromness. Shackleton, Worsley et Crean sont alors, selon les mots de Worsley, « un terrible trio d'épouvantails », noirci par l'exposition au soleil et au vent, avec des engelures et de la suie de graisse. Plus tard ce soir-là, le 19 mai 1916, un navire à moteur est envoyé en baie du roi Haakon pour récupérer McCarthy, McNish et Vincent, ainsi que le James Caird. Worsley indique que les marins norvégiens de Stromness « revendiquent tous l'honneur de contribuer à le hisser sur le quai » de la station baleinière, un geste qu'il considère « tout à fait affectueux ».
L'arrivée des conditions hivernales et d'une glace défavorable signifie qu'il faut patienter plus de trois mois avant que Shackleton puisse obtenir des secours pour sauver ses hommes restés sur l'île de l'Éléphant. Mais finalement, à l'aide du remorqueur à vapeur Yelcho commandé par Luis Pardo, les hommes sont récupérés et mis en sécurité à Punta Arenas au Chili le 3 septembre 1916.

## Bilan et conséquences

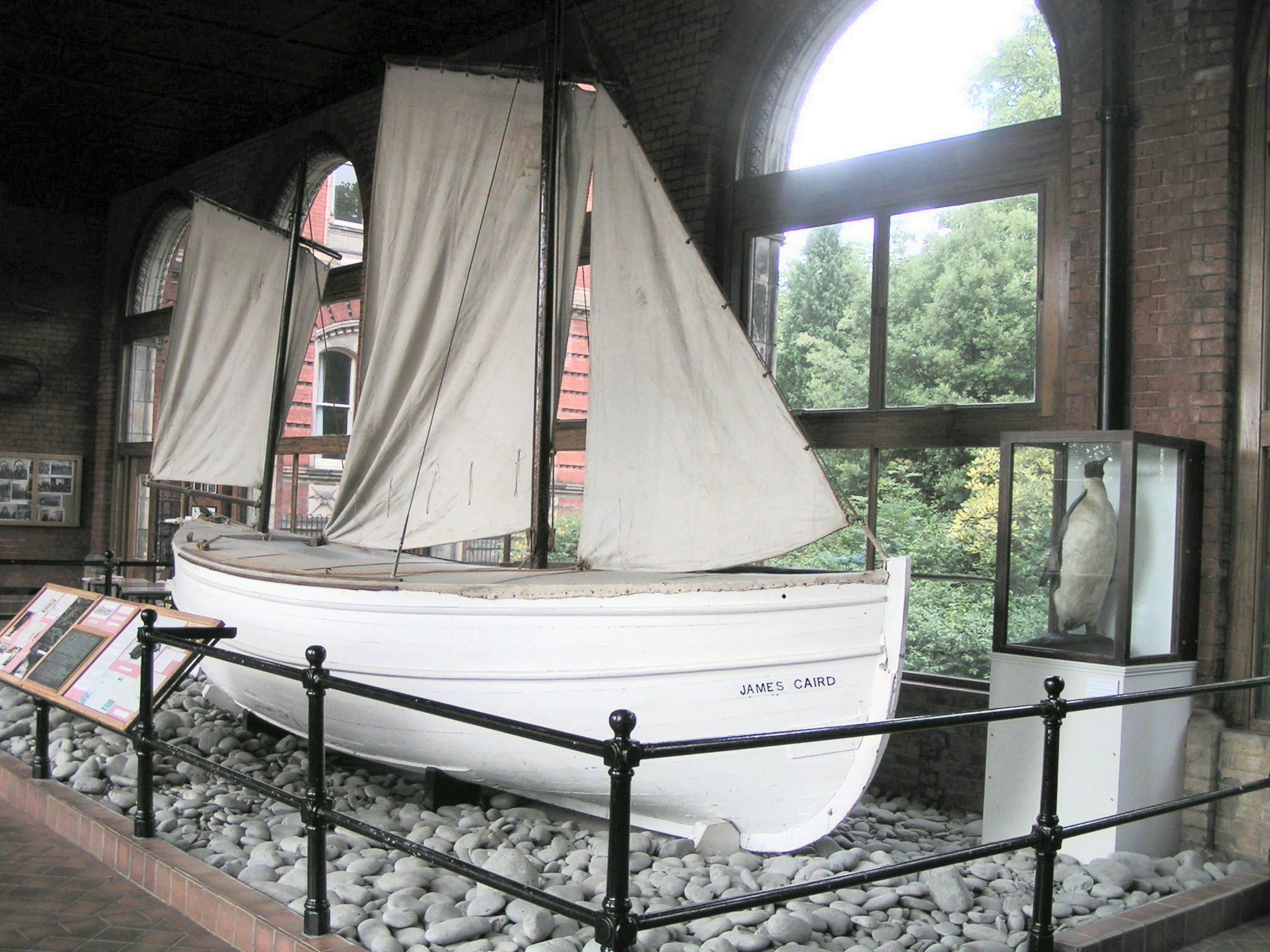
Le James Caird exposé au Dulwich College.

Le James Caird est envoyé en Angleterre en 1919. En 1921, Shackleton retourne en Antarctique en conduisant l'expédition Shackleton-Rowett. Le 5 janvier 1922, il meurt subitement d'une crise cardiaque, pendant que le navire de l'expédition, le Quest, est amarré en Géorgie du Sud.
Plus tard dans l'année, John Quiller Rowett, qui a financé cette dernière expédition et était un ancien camarade de classe de Shackleton de Dulwich College, dans le sud de Londres, décide de donner le James Caird à l'institution. L'embarcation y reste jusqu'en 1967, bien que le bâtiment où il est exposé soit gravement endommagé par les bombes lors de la Seconde Guerre mondiale en 1944. En 1967, le bateau est pris en charge par le National Maritime Museum et est restauré. Il est ensuite exposé jusqu'en 1985, puis il retourne au Dulwich College pour être de nouveau exposé, cette fois dans un nouveau bâtiment sur un lit de galets ramassés en Géorgie du Sud et à Aberystwyth. Ce site devient le lieu permanent d'exposition du James Caird, même si ce dernier est parfois prêté pour de grandes expositions et prend part à la London Boat Show (en) et des événements à Greenwich, Portsmouth et Falmouth. Il voyage à l'étranger également et a été exposé à Washington, à New York, à Sydney ou encore à Bonn. Une réplique est conservée à Grytviken en Géorgie du Sud.
La James Caird Society est créée en 1994, afin de « préserver la mémoire, honorer les exploits remarquables des découvertes dans l'Antarctique, et saluer les qualités exceptionnelles de leadership associé au nom de Sir Ernest Shackleton ».